# Lemwerder
Lemwerder – gmina w Niemczech, w kraju związkowym Dolna Saksonia, w powiecie Wesermarsch.